# Ostrołęka

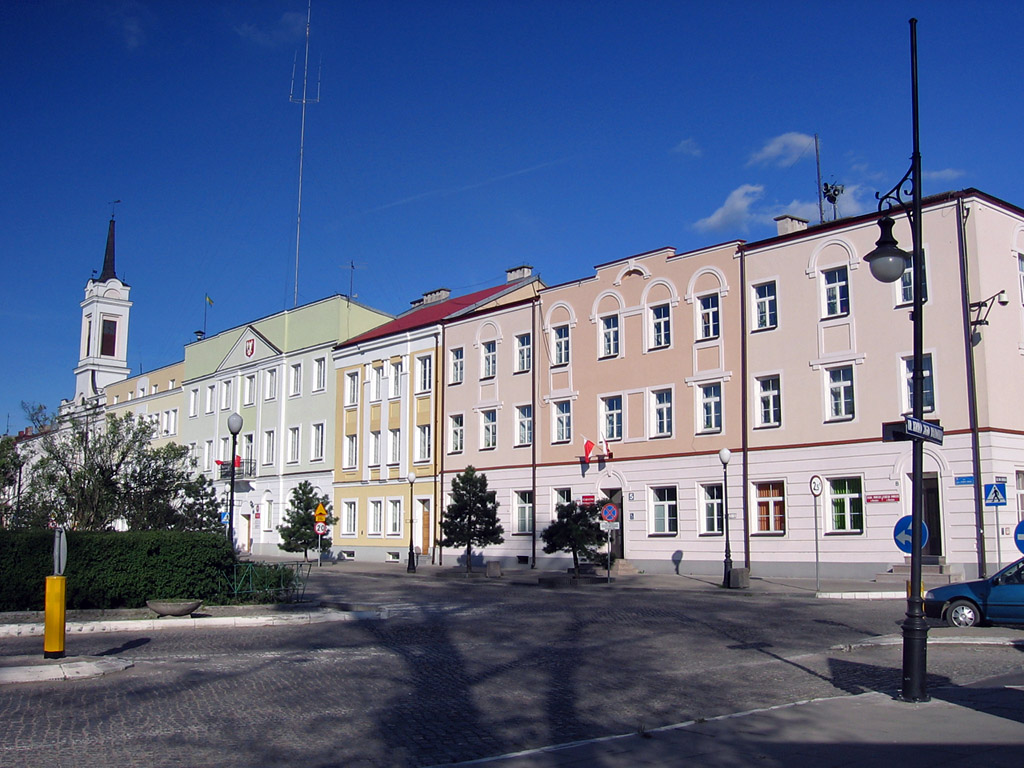
Edificio sede del gobierno municipal.

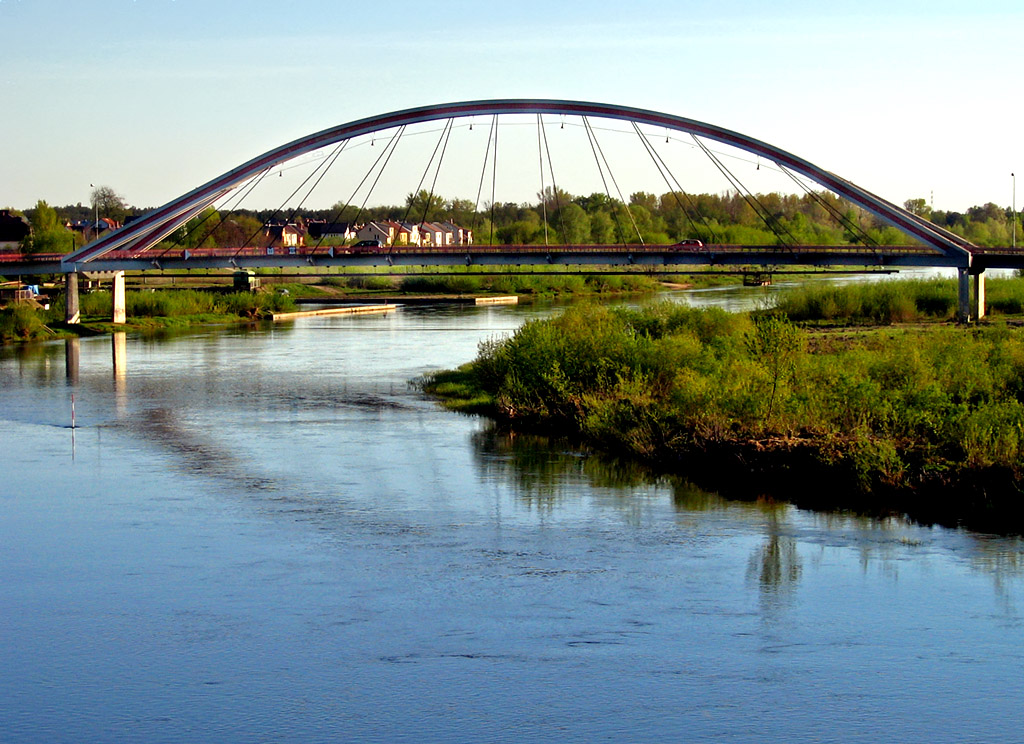
El puente Madalinski.

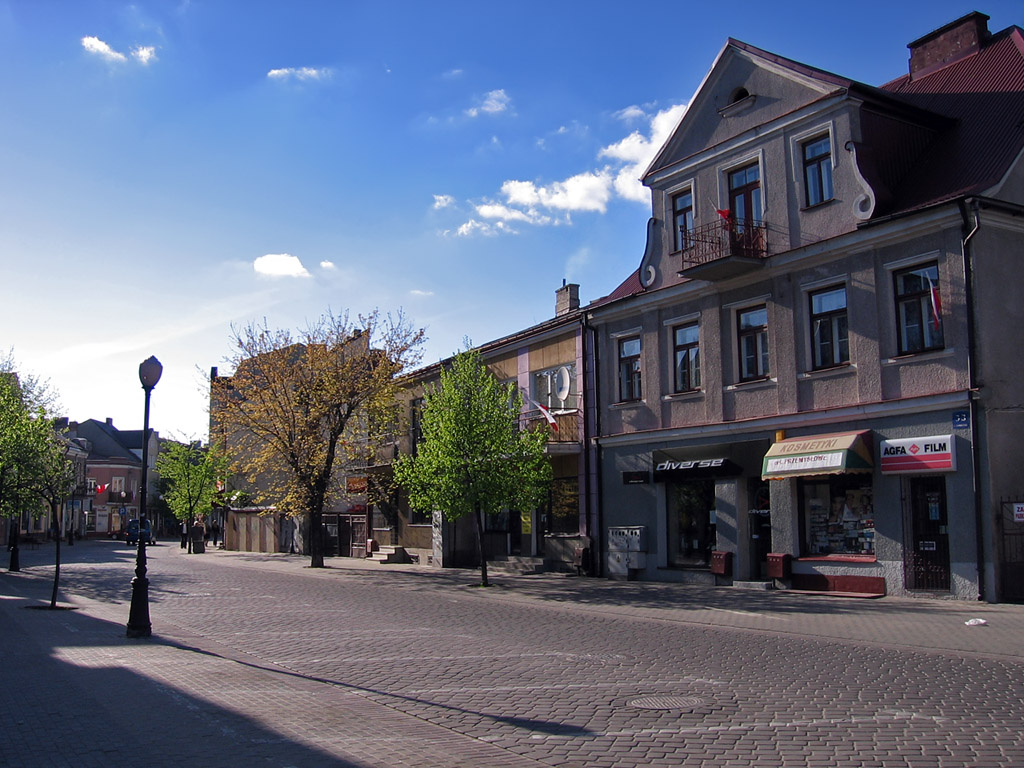
Zona céntrica.

Ostrołęka es una población en el noreste de Polonia ubicada sobre el río Narew, a unos 120 km al noreste de Varsovia, que posee una población de 54,000 (2008) habitantes y una superficie de 29 km². Se encuentra en el Voivodato de Mazovia (desde 1999), anteriormente fue la capital del Voivodato de Ostrołęka (1975–1998). Actualmente es tanto capital del condado de Ostrołęka como del Ostrołęka City County. Hasta fines de la década de 1980, fue un nudo ferroviario local, con cuatro líneas abriéndose desde allí: en dirección este hacia Łapy y Białystok, hacia el sur a Tłuszcz y Varsovia, al norte hacia Wielbark y Olsztyn, y hacia el sur a Małkinia.